# St. Johannes der Täufer (Kronstetten)

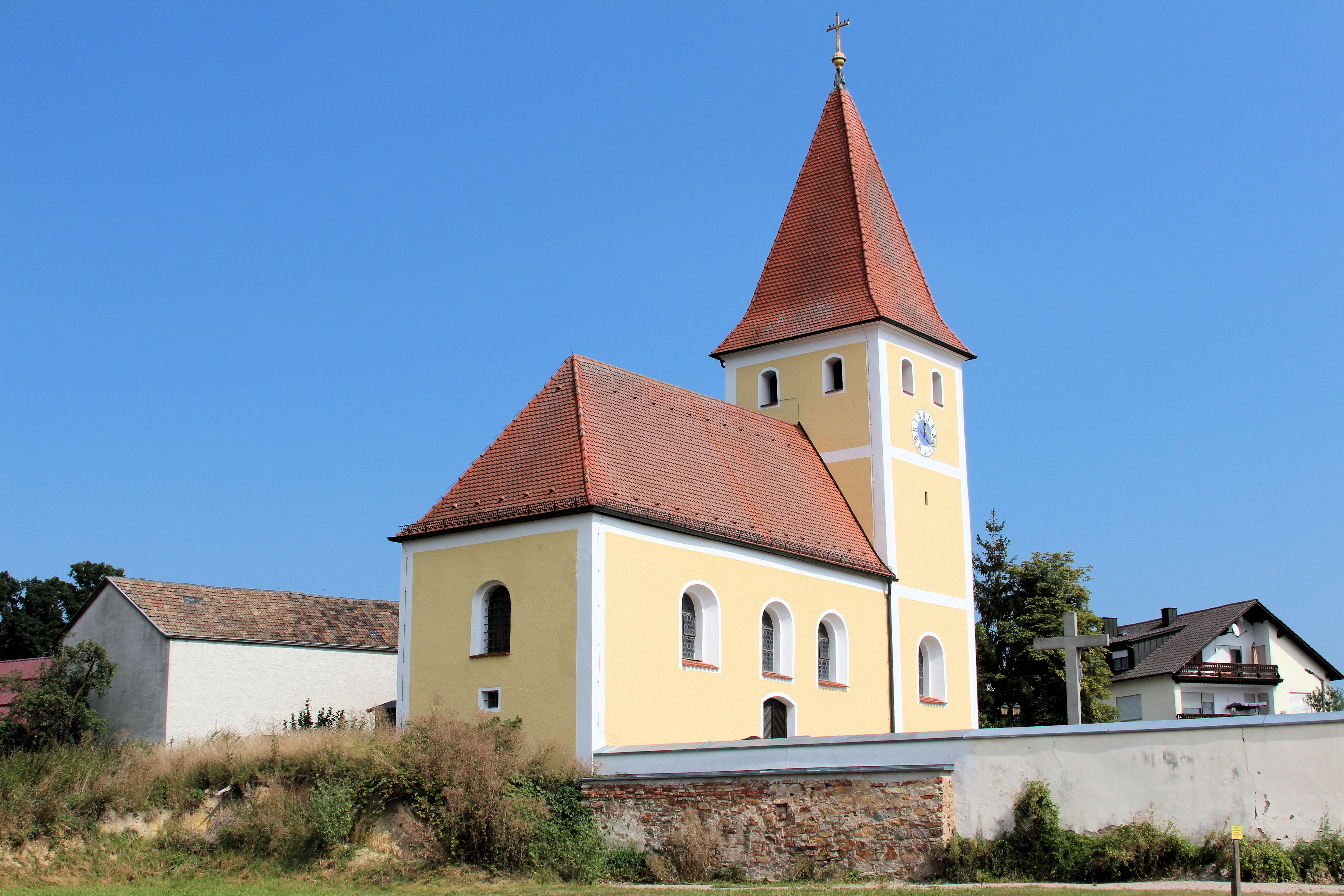
St. Johannes der Täufer (Kronstetten)

Die Filialkirche, eine ehemalige Wallfahrtskirche im 17. und 18. Jahrhundert, steht in Kronstetten, einem Gemeindeteil der Großen Kreisstadt Schwandorf im Landkreis Schwandorf der Oberpfalz. Die Kirche gehört zur Pfarrei St. Stefanus in Wackersdorf des Bistums Regensburg. Das Bauwerk ist unter der Denkmalnummer D-3-76-161-52 als Baudenkmal in die Bayerische Denkmalliste eingetragen.

## Beschreibung
Die Saalkirche aus Bruchsteinen mit Putzgliederung reicht im Kern in das 12. Jahrhundert zurück. Der mit einem Pyramidendach bedeckte Chorturm, dessen oberstes Geschoss die Turmuhr und den Glockenstuhl beherbergt, wurde im 13. Jahrhundert nach Osten an das Langhaus angefügt, an das nach Norden eine Kapelle angebaut wurde. Im 17. und 18. Jahrhundert bekam der Innenraum der Kirche eine barocke Kirchenausstattung. Über einige Jahrzehnte des 17. und 18. Jahrhunderts kamen Pilger zur Nachbildung des Altöttinger Gnadenbildes. Es wird heute im Tabernakel aufbewahrt.